# Kobayashi-san Chi no Maid Dragon
Kobayashi-san Chi no Maid Dragon (小林さんちのメイドラゴン Kobayashi-san Chi no Meido Doragon?, lit. La sirvienta dragón de la señorita Kobayashi) es una serie de manga escrita e ilustrada por Coolkyousinnjya. Su serialización comenzó en la revista Gekkan Action de Futabasha en mayo de 2013. Un manga spin-off de Mitsuhiro Kimura comenzó su serialización en Gekkan Action en diciembre de 2016. Una adaptación a anime producida por Kyoto Animation se emitió entre el 11 de enero y el 5 de abril de 2017.
Una segunda temporada titulada Kobayashi-san Chi no Maid Dragon S (小林さんちのメイドラゴンS?), se anunció el 11 de agosto de 2020, con el regreso a la producción de Kyoto Animation y se estrenó el 7 de julio de 2021.Y un videojuego shoot 'em up titulado Miss Kobayashi's Dragon Maid: Sakuretsu!! Chorogon Breath, desarrollado por Bushiroad, lanzado en el 26 de octubre de 2022 en Nintendo Switch y PlayStation 4.
Una película de anime titulada Kobayashi-san Chi no Maid Dragon: Samishigariya no Ryū  se estrenará en 2025.

## Argumento
La historia central gira en torno a una joven llamada Kobayashi, una oficinista y programadora informática que trabaja en una importante empresa de programación que constantemente sus días son monótonos y fastidiosos, especialmente por su supervisor de piso, que siempre la saca de sus casillas por su temperamento.
Tras una jornada de trabajo tediosa, Kobayashi se queda a beber en un bar local, pero luego de unas horas y mientras se dirigía devuelta a su departamento en estado de ebriedad, esta accidentalmente acaba entrando en un tren expreso que pasa su respectiva estación y termina perdida en las montañas. Mientras camina ebria, rápidamente se topa con una gigantesca dragona que está muy malherida con una espada clavada en su lomo, la cual le pide a Kobayashi hostilmente que se largue, ya que ella estaba a punto de morir. Sin embargo y pese a su ebriedad, Kobayashi se emociona de ver a la dragona y en su defecto decide sacarle la espada sagrada que estaba clavada en la espalda de la dragona, quien en un principio le advierte a Kobayashi que no toque la espada de los dioses o su memoria se vería afectada, pero como esta aparentemente no cree en los dioses, consigue sacarle la espada sin muchos problemas.
Posteriormente, Kobayashi ya habiendo quitado la espada sagrada de la espalda de la dragona, se gana su gratitud, pero Kobayashi en su defecto le exige a la dragona que beber con ella, ante esto la dragona usa un hechizo y se convierte en una humana completamente desnuda y usa un manto que la cubre. Momentos después, esta dragona se pone a beber con ella hasta estar completamente ebria y se presenta como Tohru. Unas horas más tarde y como no tiene un lugar donde quedarse, Kobayashi le ofrece a Tohru se quede en su casa y se convierta en su sirvienta personal, a lo que ella acepta.
A pesar de ser eficiente en las tareas del hogar, los métodos poco ortodoxos de limpieza de Tohru a menudo terminan asustando a Kobayashi y trayendo más problemas que ayuda. Además, la presencia de Tohru atrae a otros dragones, dioses y seres míticos a su nuevo hogar. Uno de estos dragones, Kanna, aparece en la puerta de Kobayashi, exigiendo que Kobayashi devuelva a Tohru al otro mundo. Luego se revela que había sido exiliada del otro mundo, y al no tener ningún otro lugar donde quedarse, Kobayashi la acoge y se convierte en su guardián. A medida que Tohru y Kanna se instalan en el mundo humano, Kobayashi comienza a pensar en ellos como en una familia.

## Personajes

### Principales
Kobayashi (小林?)
Seiyū: Mutsumi Tamura
Doblaje (Hispanoamérica): Lourdes Arruti
Una programadora normal y trabajadora de oficina que de repente se encuentra viviendo con un dragón después de quitarle una espada divina en una noche de borrachera. Aunque es típicamente estoica y de buen corazón, puede volverse loca cuando está borracha. Tiene una fascinación particular por las sirvientas. Ocasionalmente se la confunde con un chico, debido a su falta de rasgos femeninos, particularmente a su pecho plano y actualmente se desconoce su nombre. En el capítulo 97 del manga, finalmente le confiesa sus sentimientos a Tohru, y las dos comienzan a salir.
Tohru (トール Tōru?)
Seiyū: Yūki Kuwahara
Doblaje (Hispanoamérica): Montserrat Aguilar
Una dragona de la facción del Caos que proviene de otro mundo llamado Reino de los Dragones, o Mundo Dragón, y que es capaz de usar magia para realizar tareas como "bloqueo de percepción", lo que hace que la gente simplemente la pase por alto, repare el daño que pueda haber causado o se transforme entre un dragón y un humano. Después de que su vida es salvada por Kobayashi, se enamora de ella y comienza a vivir en su apartamento como su sirvienta. Por lo general, conserva sus cuernos cuando cambia a forma humana y, ocasionalmente, conserva su cola. Comúnmente se la confunde con una cosplayer debido a su apariencia. Un chiste recurrente implica que intenta alimentar a Kobayashi con pedazos de su cola (que puede regenerar) con su cocina como un signo de afecto y amor. Cuando Kobayashi no está en casa, Tohru trabaja a medio tiempo en un Maid Cafe en donde es la atracción principal. Cumple años el 13 de junio.
Kanna Kamui (カンナカムイ Kan'nakamui?) / Kanna Kobayashi (小林 カンナ Kobayashi Kanna?)
Seiyū: Maria Naganawa
Doblaje (Hispanoamérica): Susana Moreno
La amiga de Tohru del reino de los dragones que fue exiliada de su mundo por hacer demasiadas bromas a otros dragones y terminó viviendo con Kobayashi también. Aunque es mucho mayor de lo que parece, es muy joven para los estándares de los dragones, equivalente a una estudiante de primaria en la Escuela Primaria Oborozuka (朧ズカ 小学校 Oborozuka Shōgakkō?), a la que asiste como estudiante de tercer grado con el apellido de Kobayashi. Inicialmente asume que Kobayashi sedujo a Tohru para que se quedara y quería que ella regresara a su mundo original. Ella se apega cada vez más a Kobayashi a medida que avanza la serie, viéndola como una figura materna. La base y el atuendo tribal de Kanna están inspirados en la cultura de los nativos indígenas de Hokkaido que dicen ser de Ushishir. Tiene cuernos parecidos a plumas y una cola delgada que termina en una bombilla, y es capaz de recargar su energía mágica agotada con electricidad. Acepta los sentimientos de Riko además de que le gusta pasar tiempo con ella, incluso con planes de casarse en el futuro. Es capaz de aprender un idioma distinto con solo escucharlo.

### Dragones
Quetzalcóatl (ケツァルコアトル Ketsarukoatoru?) / Lucoa (ルコア Rukoa?)
Seiyū: Minami Takahashi
Doblaje (Hispanoamérica): Adriana Olmedo
Una diosa dragón y otra amiga de Tohru, perdió su estatus divino hace siglos después de emborracharse y causar un escándalo, al igual que el Quetzalcóatl del mito original. Aparece en su forma humana como una mujer alta con pechos gigantes y heterocromía en uno de sus ojos. Es muy relajada y fiestera, y adora estar cerca de Shouta, por lo general hundiéndolo entre sus pechos.
Fafnir (ファフニール Fafunīru?) / Takeshi Ōyama (大山 猛 Ōyama Takeshi?)
Seiyū: Daisuke Ono
Doblaje (Hispanoamérica): Abraham Vega
Otro viejo amigo de Tohru, es un dragón con una gran desconfianza con los humanos que lleva a que pregunte mucho de las acciones de Tohru y de los ideales en sus apariencias anteriores. Él comparte una cierta semejanza con los rasgos de su homónimo, como su comportamiento frío y su mentalidad indiferente. Él aparece como un joven refinado con el pelo negro largo y los ojos rojos en su forma humana. Después de los intentos de Tohru para encontrarle un lugar para quedarse (bajo el nombre de Takeshi Ōyama), Fafnir finalmente llega a vivir con Takiya, obsesionado con los videojuegos y la cultura popular, adoptando el mismo estilo de vida e iniciando una carrera como mangaka.
Elma (エルマ Eruma?) / Elma Jouii (上井 エルマ Jōī Eruma?)
Seiyū: Yūki Takada
Doblaje (Hispanoamérica): Andrea Orozco
Una dragona de agua perteneciente a la Facción de la Armonía, rival de la Facción del Caos de Tohru, que termina trabajando junto a Kobayashi en su oficina después de quedar atrapada en el mundo humano. Ella es tan poderosa como es diligente e impulsada, pero también ingenua, indecisa y fácilmente influenciada por la comida (sobre todo dulces) debido a su bajo ingreso. Su forma humana se distingue por el pelo púrpura, un cuerno, y un tridente; "Elma Jouii" es la identidad que utiliza en el lugar de trabajo de Kobayashi. Es la única dragona que no posee una amistad/afecto con un humano específico, aunque ha demostrado llevarse bien con Kobayashi, cosa que a Tohru no le agrada en lo más mínimo, a pesar de que en el mundo dragón llegaron incluso a viajar juntas.
Ilulu (イルル Iruru?)
Seiyū: Tomomi Mineuchi
Doblaje (Hispanoamérica): Azul Valadez
Una dragona de la Facción del Caos que se opone a Tohru debido a su relación con un humano, pero al conocer y vivir con Kobayashi, progresivamente cambia de parecer, logrando tener la infancia feliz que nunca tuvo en su mundo. Debido a que Kobayashi se muestra amable hacía ella, comienza a desarrollar un afecto (ligado más que nada al sueño de tener familia y engendrar hijos) que a menudo causa los celos de Tohru. Como parte de su rutina diaria, consigue un trabajo en una tienda de dulces, ya que al verse obligada a trabajar, al menos quiere estar en un lugar donde puede ver felices a otros niños, asimismo en ese lugar terminó conociendo a Taketo, el nieto de su jefa, con quien termina desarrollando otra amistad y más tarde, desarrolla sentimientos por él.
El emperador de la muerte (失踪の皇帝 Shissō no kōtei?)
Seiyū: Takayuki Sugō
Doblaje (Hispanoamérica): Eduardo Fonseca
El padre de Tohru, quien desaprueba la relación de Tohru con Kobayashi debido a sus creencias como dragones del Caos y debido a una regla de no interferencia sobre la Tierra. Pero cuando Tohru se niega a irse, no pudiendo forzarla debido a su poder abrumador, termina aceptando su decisión, pero no aprueba a Kobayashi para su hija. En el manga se revela que su verdadero nombre es Damocles, por lo que es posible que al igual que Fafnir y Lucoa, esté relacionado al personaje mitológico del mismo nombre.

### Humanos
Makoto Takiya (滝谷 真 Takiya Makoto?)
Seiyū: Yūichi Nakamura
Doblaje (Hispanoamérica): Tommy Rojas
Compañero de trabajo de Kobayashi que Tohru inicialmente cree ser un rival romántico de Kobayashi, pero realmente es solo un chico otaku que le gusta hablar de sirvientas con ella. Kobayashi le ayuda a realizar su presentación en Comiket cada año. Fafnir eventualmente decide vivir con él para permanecer en el mundo humano. Su apariencia seria en el trabajo cambia totalmente a la de un nerd cuando se encuentra jugando con Fafnir o hablando con Kobayashi.
Riko Saikawa (才川 リコ Saikawa Riko?)
Seiyū: Emiri Katō
Doblaje (Hispanoamérica): Andrea Arruti (temporada 1), Nycolle González  (temporada 2)
Compañera de clase de la escuela primaria de Kanna, que inicialmente es hostil con ella, pero al experimentar su ternura se enamora perdidamente de ella, incluso proponiéndole matrimonio. Enrojece de felicidad cada vez que ella y Kanna hacen contacto físico, aunque también lo suele hacer con Ilulu. A pesar de lo unidas que son, Kanna jamás le ha revelado que es un dragón.
Nae Saikawa (才川  ナエ   Saikawa Nae?) / Georgie (ジョージー Jōjī?)
Seiyū: Yūko Goto
Doblaje (Hispanoamérica): Monserrat Mendoza
Hermana mayor de Riko que finge ser una sirvienta como pasatiempo con el sobrenombre de Georgie, a tal punto de olvidar sus obligaciones e incluso su nombre verdadero. Trabaja en un parque de diversiones.
Shōta Magatsuchi (真ヶ土 翔太 Magatsuchi Shōta?)
Seiyū: Kaori Ishihara
Doblaje (Hispanoamérica): Alondra Hidalgo
Un mago joven con el que Lucoa empieza a vivir después de que él la convocara sin darse cuenta. Está convencido de que Lucoa es un demonio, y aunque trata de aclarar el malentendido, sus payasadas abiertas hacen poco para ayudar a su caso. Él es un estudiante de quinto año en la escuela que Riko y Kanna asisten, su padre es el director de la compañía de Kobayashi. Además es el único humano al que se le ve usar poderes sobrenaturales.
Taketo Aida (会田タケト Aida Taketo?)
Seiyū: Hiro Shimono
Doblaje (Hispanoamérica): Miguel Ángel Ruiz
Es el nieto de la dueña de la tienda de dulces donde Ilulu consigue trabajo. Un adolescente de 16 años estudiante de preparatoria. Al principio se muestra sospechoso sobre el por qué Ilulu decide ir a trabajar a la tienda de dulces, sin embargo, tras verla en su primer día de trabajo termina aceptándola y se vuelven amigos, aunque a menudo se siente provocado por el tamaño del busto de Ilulu (mientras ella tiene sentimientos románticos por él). Al igual que Riko, desconoce que Ilulu es un dragón, además, siente intriga de la relación de Kobayashi con las dragonas.

## Media

### Manga
Coolkyousinnjya comenzó a publicar la serie en el primer número de la revista Gekkan Action de Futabasha el 25 de mayo de 2013. Un manga spin-off ilustrado por Mitsuhiro Kimura, llamado Kobayashi-san Chi no Maid Dragon: Kanna no Nichijō (小林さんちのメイドラゴン カンナの日常?  lit.: "La sirvienta dragón de la señorita Kobayashi: La vida diaria de Kanna") comenzó a publicarse en Gekkan Action desde el 24 de diciembre de 2016.
| Volúmenes de manga publicados | Volúmenes de manga publicados | Volúmenes de manga publicados |
| Número                        | Fecha de publicación          | ISBN                          |
| ----------------------------- | ----------------------------- | ----------------------------- |
| 1                             | 10 de mayo de 2014            | ISBN 978-4-575-84405-4        |
| 2                             | 10 de febrero de 2015         | ISBN 978-4-575-84405-4        |
| 3                             | 10 de septiembre de 2015      | ISBN 978-4-575-84679-9        |
| 4                             | 12 de mayo de 2016            | ISBN 978-4-575-84796-3        |
| 5                             | 12 de diciembre de 2016       | ISBN 978-4-575-84894-6        |
| 6                             | 12 de julio de 2017           | ISBN 978-4-575-85002-4        |
| 7                             | 12 de abril de 2018           | ISBN 978-4-575-85134-2        |
| 8                             | 12 de febrero de 2019         | ISBN 978-4-575-85267-7        |
| 9                             | 12 de noviembre de 2019       | ISBN 978-4-575-85374-2        |
| 10                            | 11 de agosto de 2020          | ISBN 978-4-575-85476-3        |
| 11                            | 10 de junio de 2021           | ISBN 978-4-575-85589-0        |
| 12                            | 12 de enero de 2022           | ISBN 978-4-575-85679-8        |
| 13                            | 10 de noviembre de 2022       | ISBN 978-4-575-85777-1        |
| 14                            | 12 de septiembre de 2023      | ISBN 978-4-575-85887-7        |
| 15                            | 11 de abril de 2024           | ISBN 978-4-575-85958-4        |
| 16                            | 13 de febrero de 2025         | ISBN 978-4-575-86053-5        |
| 17                            | 12 de junio de 2025           | ISBN 978-4-575-86100-6        |

### Anime

#### Primera temporada
El cuarto volumen del manga reveló que una adaptación de la serie de televisión del anime había sido anunciada. La serie dirigida por Yasuhiro Takemoto en Kyoto Animation y se emitió entre el 11 de enero y el 5 de abril de 2017. Yuka Yamada como guionista, Miku Kadowaki es el diseñador de personajes, Nobuaki Maruki es el director principal de animación y la música está compuesta por Masumi Itō. El tema de apertura es Aozora no Rhapsody (青空のラプソディ?) interpretado por Fhána, mientras que el de cierre es Ishukan Communication (イシュカン・コミュニケーション?) interpretado por Yūki Kuwahara, Maria Naganawa, Minami Takahashi y Yūki Takada.
El 18 de julio de 2018, Crunchyroll anunció una futura transmisión de la serie con doblaje al español.

##### Lista de episodios
| Núm. | Título | Estreno                  |
| --- | --- | ------------------------ |
| 1 | «¡Tohru, la sirvienta más fuerte de la historia! (Bueno, es una dragona)» «Shijō Saikyō no Meido, Tōru! (Mā Doragon desukara)» (史上最強のメイド、トール! (まあドラゴンですから))                        | 11 de enero de 2017      |
| Luego de una noche de copas, cuando Kobayashi se apresta a salir para el trabajo se encuentra una visita muy peculiar en la puerta de su casa. | |                          |
| 2 | «¡El segundo dragón, Kanna! (Estamos spoileando)» «Dai-Ni no Doragon, Kanna! (Netabare Zenkai desu ne)» (第二のドラゴン、カンナ! (ネタバレ全開ですね))                                                   | 18 de enero de 2017      |
| Una nueva, inesperada y desconocida visita llega a la casa de la Srta. Kobayashi acusándola de algo que ella, en principio, no logra entender. | |                          |
| 3 | «¡El principio de una nueva vida! (Que, por supuesto, no va bien)» «Shin Seikatsu, Hajimaru! (Mochiron Umaku Ikimasen)» (新生活,はじまる！ (もちろんうまくいきません))                                   | 25 de enero de 2017      |
| Dado que ahora son más en casa, Kobayashi se ve precisada a buscar un nuevo lugar para vivir | |                          |
| 4 | «¡Kanna va a la escuela! (No es que lo necesite)» «Kanna, Gakkō ni Iku! (Sono Hitsuyō wa Nain desu ga)» (カンナ,学校に行く! (その必要はないんですが))                                                    | 1 de febrero de 2017     |
| Kobayashi-san percibe que Kanna-chan desea ir a la escuela y no se equivocó. Las tres salen a comprar los útiles escolares para que pueda asistir a clases y luego, tanto ella como Thoru, se preocuparán por cómo será su proceso de adaptación. | |                          |
| 5 | «¡Las lecciones de la vida real de Tohru! (Cree que ya lo entiende)» «Tōru no Shakai Benkyō! (Honnin wa Dekiteru Tsumori desu)» (トールの社会勉強！（本人は出来てるつもりです）)                         | 8 de febrero de 2017     |
| Tohru desea conocer un poco más de Kobayashi por lo que decide aparecer en su oficina sin ser vista, pero esto no es lo único que se le ocurrirá hacer. | |                          |
| 6 | «¡Visita a casa! (Y a casas no visitadas)» «Otaku Hōmon! (Shitenai Otaku Mo Arimasu)» (お宅訪問！（してないお宅もあります）)                                                                             | 15 de febrero de 2017    |
| En este episodio las protagonistas visitan la casa de la amiga de Kanna-san, la de Lucoa-san en el mundo humano y vemos la convivencia de Takiya y Fafnir. | |                          |
| 7 | «¡Lo típico del verano! (El episodio de fanservice, seamos sinceros)» «Natsu no Teiban! (Butchake Tekoire-kai desu ne)» (夏の定番！（ぶっちゃけテコ入れ回ですね）)                                       | 22 de febrero de 2017    |
| Kobayashi va a la playa con Tohru, Kanna, Shouta y Lucoa. Posteriormente ayudarán en el Comiket a su compañero de trabajo. | |                          |
| 8 | «¡Nueva dragona, Elma! (Por fin aparece)» «Aratanaru Doragon, Eruma!» (新たなるドラゴン、エルマ! (やっと出てきましたか))                                                                                 | 1 de marzo de 2017       |
| Una nueva dragona de la facción opuesta a la de Tohru aparece para llevarse a Tohru a casa. | |                          |
| 9 | «¡Festival deportivo! (No hay giros ni nada parecido)» «Undōkai! (Hineri mo Nani mo Nai desu ne)» (運動会! (ひねりも何もないですね))                                                                     | 8 de marzo de 2017       |
| En la escuela de Kanna-chan se celebrará el festival deportivo y le dicen que al mismo pueden asistir los padres por lo que ella decide invitar a Kobayashi. | |                          |
| 10 | «Compañía Dragón, ¡al escenario! (Tenían un nombre para la compañía, ¿eh?)» «Gekidan Doragon, On Sutēji! (Gekidan-mei Attan desu ne)» (劇団ドラゴン, オンステージ! (劇団名あったんですね))               | 15 de marzo de 2017      |
| Un señor del distrito comercial al que va Tohru se lastima la pierna y no puede preparar el show navideño que preveía, así que pide a Tohru que se encargue. Ella y el resto de dragones prepararán una obra de teatro. | |                          |
| 11 | «¡Fin de año, Año Nuevo! (Esta vez no hay Comiket)» «Nenmatsu Nenshi! (Komike Neta Arimasen)» (年末年始! (コミケネタありません))                                                                         | 22 de marzo de 2017      |
| Llega el Año Nuevo y Kobayashi, Tohru y Kanna van al templo. Allí encontrarán al resto de sus conocidos. | |                          |
| 12 | «¡El encuentro de Tohru y Kobayashi! (Estamos subiendo el nivel)» «Tōru to Kobayashi, Kandō no Deai! (Jibun de Hādoru Agetemasu ne)» (トールと小林、感動の出会い！(自分でハードル上げてますね))          | 29 de marzo de 2017      |
| Kobayashi y Tohru recuerdan su pasado. La primera en su primer encuentro con Tohru. La segunda, una humana a la que conoció en su mundo. | |                          |
| 13 | «¡Llega el emperador de la muerte! (El episodio final llegó antes de darnos cuenta)» «Shūentei, Kuru! (Kigatsukeba Saishukai desu)» (終焉帝, 来る! (気がつけば最終回です))                               | 5 de abril de 2017       |
| Tohru se preocupa ante la idea de que Kobayashi-san vivirá menos que ella. Sus preocupaciones por el tiempo con Kobayashi se agravan cuando su padre aparece para llevarla de regreso a su mundo, donde en su opinión debería estar. | |                          |
| 14 (OVA) | «¡San Valentín y las aguas termales! (Por favor, no se hagan muchas ilusiones)» «Barentain, Soshite Onsen! (Anmari Kitai Shinaide Kudasai)» (バレンタイン、そして温泉！（あんまり期待しないでください）) | 20 de septiembre de 2017 |
| En el Día de San Valentín, Tohru intenta darle a Kobayashi algunos chocolates que contienen una poción de amor, pero rápidamente descubre de su plan. Sin embargo, Kobayashi termina comiendo algo de ello después de confundirlo con el chocolate que Kanna recibió, aunque la poción de amor queda anulada por un poco de alcohol que estaba incluido en el chocolate. Más tarde, Makoto invita a todos a un viaje a una posada de aguas termales, donde Tohru le da a Kobayashi algunos chocolates normales. | |                          |

#### Segunda temporada
Una segunda temporada titulada Kobayashi-san Chi no Maid Dragon S (小林さんちのメイドラゴンS?), anunciada el 11 de agosto de 2020, siendo emitida dicha temporada en sí desde el 7 de julio de 2021 y terminando el 22 de septiembre de 2021, fue producida por Kyoto Animation. Durante la primavera boreal y a modo de amenizar la espera, se lanzaron 13 cortos de 2 minutos denominados Kobayashi-san Chi no Maid Dragon S: Mini Dra (小林さんちのメイドラゴンS: ミニドラ?) que narra eventos cotidianos en la vida de los personajes. 

##### Lista de episodios
| Núm.       | Título | Resumen | Fecha de estreno         |
| ---------- | --- | --- | ------------------------ |
| 1          | "Una nueva dragona: Ilulu! (Por favor, sean amables con ella otra vez)" "Arata Naru Doragon, Iruru! (Mata Yoroshiku Onegai Shimasu)" / 新たなるドラゴン、イルル！（またよろしくお願いします） | Tohru entra a un Maid Café durante su tiempo libre, enseñando algunos trucos. Luego ella y Kobayashi son atacadas por Ilulu, otra dragona que cuestiona la relación entre ambas. Tras pelear y razonar, Ilulu se queda con ellas, pero causando una última travesura... | 7 de julio de 2021       |
| 2          | "El guapo Kobayashi! (En muchos sentidos)" "Ikemen, Kobayashi! (Ironna Imi de)" / イケメン、小林！（いろんな意味で）                                                                          | Ilulu convirtió en hombre a Kobayashi, la cual experimenta nuevas sensaciones al estar cerca de Tohru. Más tarde Ilulu es atacada por Cremene, una dragona de la facción del orden que busca asesinarla. Ilulu revela que el motivo es porque ella siempre se relacionó con humanos, a pesar de que éstos mataron a sus padres. Tohru vence a Cremene y la paz con Ilulu es definitiva | 14 de julio de 2021      |
| 3          | "Actividades extracurriculares (Nada normales, por supuesto)" "Kagai Katsudō (Mochiron Futsū ja Arimasen)" / 課外活動（もちろん普通じゃありません）                                           | Kanna va a la casa de Riko y se lleva a Ilulu para jugar juntas, pero ésta se averguenza y no puede realcionarse, siendo animada por Lucoa. -Kobayashi es animada por sus amigos a que se vista de sirvienta, a pesar de que ella no se considera lo suficientemente femenina para usar ese traje. En un momento de aburrimiento, Tohru decide introducirse en la cultura Idol | 21 de julio de 2021      |
| 4          | "Al lugar que vayas, haz lo que veas (No es fácil adaptarse al resto)" "Gō ni Irite wa Gō ni Shitagae (Awaserutte Taihen Desu)" /郷に入りては郷に従え（合わせるって大変です                   | Elma compite con Kobayashi en tareas laborales, pero ésta le pide que no se sobreexija y respete su posición -Tohru y Elma se unen a la patrulla vecinal, en donde intentarán diezmar a una banda de delincuentes. Kobayashi, Tohru, Kanna, Ilulu y Riko van de paseo al parque de diversiones, en donde trabaja además Georgie. | 28 de julio de 2021      |
| 5          | "Junto a ti (Mientras nos llevemos bien)" "Kimi to Issho ni (Mā Ki ga Aeba Desu ga)" / 君と一緒に（まあ気が合えばですが）                                                                     | Kobayashi cuestiona el porque Tohru y Elma no se llevan bien más allá de la diferencia de clanes. Ambas explican que no todo el tiempo fue así, ya que en el mundo dragón, ambas incluso compartieron viaje Ilulu quiere trabajar, por lo que junto a Tohru decide buscar un empleo. Tras intentos fallidos, encuentra un kiosco al que suelen ir Kanna y Riko y se entusiasma. La dueña decide que su nieto, Taketo, sea el que la capacite, aunque al principio no será nada fácil.                                                                       | 4 de agosto de 2021      |
| 6          | "Relaciones Disparejas (Uno de ellos es un dragón)" "Aienkien (Katahō wa Doragon Desu)" / 合縁奇縁（片方はドラゴンです）                                                                      | Shouta busca una debilidad para poder vencer a Lucoa y dejar de ser acosado por ella, pero es la misma Lucoa la que le dice que su mayor miedo es quedarse sin casa, en especial, no vivir junto a él Takiya quiere que Fafnir se ausente de su casa debido a que sus padres lo visitaran, e incluso recibió de Shouta una orbe para convertir a Fafnir en un familiar. Pero ambos deciden quedarse jugando Kanna y Riko aceptan un reto de caminar junto al río hasta la unión con otro río, ambas lo viven a su manera, pero Elma casi causa un alboroto. | 11 de agosto de 2021     |
| 7          | "Sentido común (Es diferente para cada uno)" "Ippan Jōshiki (Minna Zuretemasu)" / 一般常識（みんなずれてます）)                                                                               | -Fafnir quiere hacer un Manga para venderlo en una ComiKet, y necesita la ayuda de Lucoa para que sea su modelo, la cual descubre que los personajes son muy similares a ella y Shouta. -Tohru reflexiona del porque los humanos duermen de noche, y de porque ella también tiene sueño. Una Kobayashi con insomnio se lo aclara. -Kanna y Riko forman un grupo de investigación para el periódico escolar con otros compañeros. Y su primer objetivo es descubrir si la escuela está poseída por fantasmas.                                                | 18 de agosto de 2021     |
| 8          | "Sin igual en el Mundo (Inserten aquí la frase que prefieran)" "Sekai ni Hitotsu Dake no (Suki na Kotoba o Tsuzukete Kudasai)" /世界に一つだけの（好きな言葉を続けてください）                | -Shouta quiere regalarle un talismán casero a su padre sin la ayuda de Lucoa, fracasando en los intentos. Pero gracias a los consejos de Takiya y Fafnir, lo logra. -Kobayashi se enferma y Tohru no sabe como curarla, y pide consejos a los otros dragones. Por eso decide regresar al mundo dragón para encontrar una solución. -Alguien abandonó una muñeca en el kiosco, e Ilulu decide buscar a su dueña. Taketo la acompaña y junto a Kobayashi y Tohru, la animan a que no se rinda.                                                                | 25 de agosto de 2021     |
| 9          | "Existen varios motivos (Y todos son Elma)" "Iroiro Wake ga Arimashite (Eruma Zanmai Desu)" / いろいろワケがありまして（エルマざんまいです）                                                  | -Elma se siente explotada en el trabajo, por lo cual presenta propuestas que son rechazadas una y otra vez por el Sr. Magatsuchi (el padre de Shouta y director de la compañía) -Kanna, Riko y Shouta se van de campamento, y por petición de Tohru, buscan a Elma como adulta que los supervise, pero por un descuido ella no la pasará muy bien... -Tohru y Elma tienen un intenso combate, con Fafnir y Kobayashi como testigos, en donde aclaran sus sentimientos.                                                                                      | 1 de septiembre de 2021  |
| 10         | "Las vacaciones de Kanna (Emitido en dos idiomas!?)" "Kanna no Natsuyasumi (Nika Kokugo Hōsō Desu!?)" / カンナの夏休み（二か国語放送です!?）                                                  | -Kanna se peleó con Kobayashi y huyó de la casa, terminando en la ciudad de Nueva York, en donde conoce a otra niña llamada Chloe, con la que pasa el día, incluyendo salvarla de algunos problemas. -Kobayashi tiene franco en el trabajo y se disponía a tener un día de flojera, pero termina saliendo a pasear por el barrio con Kanna. | 8 de septiembre de 2021  |
| 11         | "Asiento Premium (Sin Cargo Extra)" "Puremiamu Shīto (Tokubetsu Ryōkin wa Kakarimasen)" / (プレミアムシート（特別料金はかかりません）                                                         | -Kobayashi busca aliviar su dolor de espalda baja lo que la lleva a comprar un sinfín de cosas de ejercicio que al final no acaba usando. Tohru, mientras tanto, y con algo de ayuda de Takiya y Elma, reflexiona cómo podría ayudar a Kobayashi como su sirvienta. -Kobayashi se reencuentra con El Emperador de la Muerte, que está con el padre de Shouta. Ambos le hablan sobre los orígenes de la Facción del Caos y la razón por la que Tohru acabó en el mundo humano, esto último tanto desde la perspectiva tanto del padre como de la hija.       | 15 de septiembre de 2021 |
| 12         | "La Vida es Constante Cambio (Pero Está Bien Detenerse a Apreciarla)" "Seiseiruten (Demo Tachidomaru no mo Ari Desu ka ne)" / (生生流転（でも立ち止まるのもありですかね）                     | -Se acerca el Gran Festival de Oborozuka, siendo el escenario perfecto para que Kobayashi y Tohru se replanteen los puntos de vista que cada una tiene sobre su extravagante relación. -Aprovechando unas "flores de carne" que hace una amiga de Lucoa, Tohru organiza una celebración tipo Hanami en torno a Kobayashi con sus amigos, que claramente tiene uno que otro motivo oculto pero también un sinfín de momentos divertidos. | 23 de septiembre de 2021 |
| 13 (OVA 2) | "Hospitalidad Japonesa (Mi Asistente es un Dragón)" "Nippon no Omotenashi (Atendo wa Doragon Desu)" / (ニッポンのおもてなし(アテンドはドラゴンです)                                           | -Chloe, la amiga estadounidense de Kanna, viene de visita a Japón. Junto a Kanna, Saikawa y el resto del grupo compartirán grandes momentos llenos de diversión. | 19 de enero de 2022      |

### Película
El 21 de septiembre de 2024 se anunció una película de anime titulada Kobayashi-san Chi no Maid Dragon: Samishigariya no Ryū, con Ishihara regresando como director. Su estreno está previsto para 2025.